# Portret
Portret (Портрет) è un film del 1915 diretto da Władysław Starewicz.